# Пармен (линейный корабль, 1823)
«Пармен» — парусный 74-пушечный линейный корабль Черноморского флота Российской империи.

## История службы
Корабль «Пармен» был заложен в Николаеве и после спуска на воду в 1824 году перешёл в Севастополь.
В составе эскадры находился в практическом плавании в Чёрном море в 1825 году.
Принимал участие в русско-турецкой войне. 21 апреля 1828 года вышел из Севастополя в составе эскадры вице-адмирала А. С. Грейга. 2 мая прибыл к Анапе, где 6 мая высадил десант. Дважды занимал позицию для бомбардировки крепости. 18 мая вместе с линейным кораблем «Норд Адлер» отбил вылазку турецких войск против осаждавших крепость. После капитуляции Анапы 3 июля в составе эскадры вышел в море и, не заходя в Севастополь, к 13 июля прибыл в Коварну.
Принимал участие в блокаде Варны. Дважды занимал позицию перед Варной для её бомбардировки. 7 августа в составе эскадры, маневрируя под парусами, в течение трех часов интенсивно бомбардировал крепость на ходу. Потери экипажа от ответного огня противника составили двух убитых и 7 раненых, корабль получил 20 пробоин и 45 повреждений рангоута и такелажа. 22 сентября с 300 ранеными и больными на борту ушел в Одессу, а затем в Севастополь.
5 марта 1829 года «Пармен» пришел из Севастополя в Сизополь, где 28 марта принимал участие в отражении атаки турецких войск на крепость. До окончания войны в составе эскадры и отрядов неоднократно выходил в крейсерство к проливу Босфор. C 3 по 5 мая, крейсируя у анатолийского берега во главе отряда капитана 1 ранга И. С. Скаловского, принимал участие в уничтожении в Пендераклии турецкого корабля и 16 малых судов. После ухода флота 7 октября был оставлен в Сизополе.
В 1830 году в составе эскадры контр-адмирала М. Н. Кумани принимал участие в перевозке войск из портов Румелии в Россию.

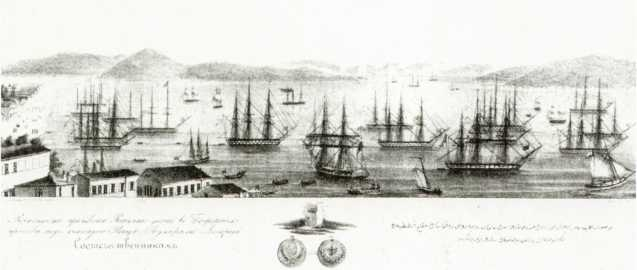
Эскадра Черноморского флота в Босфоре. Гравюра 1830-х годов

В 1833 году принимал участие в экспедиции Черноморского флота на Босфор.
6 марта в составе отряда контр-адмирала М. Н. Кумани прибыл в Одессу. Погрузив в Одессе войска, 16 марта вышел в море и к 24 марта прибыл в Буюк-Дере, где высадил войска. 28 июня, приняв на борт войска, с эскадрой вышел из Босфора и, высадив войска в Феодосии, 22 июля вернулся в Севастополь. Больше в море не выходил, поставлен на стоянку в Севастополе.
В 1835 года «Пармен» переоборудован в блокшив, а в 1842 году разобран.

## Командиры корабля
Командирами корабля в разное время служили:
- И. С. Скаловский (с 1823 года по 17 июля 1829 года).
- С. А. Антипа (с 17 июля 1829 года по 1835 год).